# Saxicola gutturalis
La tarabilla de Timor (Saxicola gutturalis) es una especie de ave paseriforme de la familia Muscicapidae endémica de Timor y las islas menores aledañas.

## Distribución y hábitat
Se encuentra únicamente en los bosques y matorrales tropicales de las islas de Timor, Roti y Semau.